# Pipera (métro de Bucarest)
Pipera est une station de métro roumaine terminus nord de la ligne M2 du métro de Bucarest. Elle est située boulevard Dimitrie Pompeiu, dans le quartier Aviației, Secteur 1  de la ville de Bucarest.
Elle est mise en service en 1987.
Exploitée par Metrorex elle est desservie par les rames de la ligne M2 qui circulent quotidiennement entre 5 h 0 et 23 h 0 (heure de départ des terminus). À proximité il y a une station du tramway de Bucarest et un arrêt d'autobus.

## Situation sur le réseau
Établie en souterrain, la station Pipera est le terminus nord de la ligne M2 du métro de Bucarest, avant la station Aurel Vlaicu en direction de Berceni.

## Histoire
La station « Pipera » est mise en service le 25 octobre 1987, lors de l'ouverture à l'exploitation du tronçon, long de 8,72 kilomètres, de Piața Unirii à Pipera.

## Service des voyageurs

### Accueil
La station dispose d'une bouches, avec un bâtiment, sur le boulevard Dimitrie Pompeiu. Des escaliers, ou des ascenseurs pour les personnes à mobilité réduite, permettent de rejoindre la salle des guichets et des automates pour l'achat des titres de transport (un ticket est utilisable pour un voyage sur l'ensemble du réseau métropolitain).

### Desserte
À la station Pipera la desserte quotidienne débute avec le départ de la première rame à 5 h 0 et se termine avec le départ de la dernière rame à 23 h 0 et l'arrivée de la rame partie de l'autre terminus à 23 h 0.

### Intermodalité
À proximité se trouve une station du tramway de Bucarest, desservie par les lignes 16 et 36 ; il y a également un arrêt de bus de la ligne N125.